# Jayne Njeri Wanjiru Kihara
Jayne Njeri Wanjiku Kihara é uma política queniana. Ela é actualmente membro do parlamento pelo circulo eleitoral de Naivasha . 

## Educação
Jayne Njeri Wanjiru Kihara fez a sua formação primária em Riamukurue. Ela também ingressou no ensino médio na Githunguri Girls. Ela continuou com a sua educação na Cathedral Secretarial College. 

## Vida pessoal
Ela é a esposa do falecido membro do parlamento do círculo eleitoral de Naivasha, Paul Kihara.  